# Yoo Young-jae
Yoo Young-jae (hangul: 유영재; Uijeongbu, Gyeonggi, 24 de janeiro de 1994), mais frequentemente creditado apenas como Youngjae (hangul: 영재), é um cantor sul-coreano. Ele era integrante do grupo masculino B.A.P.

## Vida e carreira

### 1994–2011: Primeiros anos e início da carreira
Yoo Youngjae nasceu, em Uijeongbu, Gyeonggi, Coreia do Sul. Ele tem um irmão mais velho. estudou na Balgok Elementary School e Balgok Middle School. Em 2008, Youngjae foi em primeiro colocado no "JYP Audition" e se tornou trainee da mesma. Yoo também fez um teste no TS Entertainment e foi aceito como trainee, depois de sua audição. Quando perguntado como ele se tornou um cantor, Youngjae comentou "Em uma viagem de campo, houve um show de talento. Naquela época, eu cantava no palco, meus amigos aplaudiram ruidosamente e foi surpreendente. Esse foi o início. Meu sonho para estar no palco é a carreira que eu quero, então eu pensei "eu vou me tornar um cantor." Eu sonhava em se tornar um cantor, e comecei a estudar música, tornando-se rapidamente ligado à atração de música. Eu amo a música, concentrando-se na paixão, eu me tornei um membro do B.A.P, e que é o que. Preparei-me em outra empresa por um ano, mas quando eu vi que eu não podia estreia, fui contactado por esta empresa, e estreou-se cerca de um ano mais tarde. Minha vida como um trainee, não era especialmente difícil. Em vez disso, a fim de se tornar um profissional, eu tinha de preparar minhas verdadeiras habilidades e individualidade, e eu pensei "é a minha responsabilidade, eu tenho que continuar" e sentir a pressão devido a isso." Em 2011, ele também apareceu no MV de SECRET chamada "Starlight Moonlight" e realizadou com o Secret durante o período promocional. E também apareceu no vídeo da música de Bang&Zelo "Never Give Up".

### 2012–presente: B.A.P
Em Março de 2011, a TS Entertainment já sinalizou que eles vão estrear uma boy band em 2012. Bang Yong Guk foi o primeiro membro a ser revelado no próximo boy band da TS Entertainment, com singles como "Going Crazy" e "I Remember". Em agosto de 2011, a TS Entertainment lançou o seu segundo membro, Kim HimChan e revelou que ele vai ser um mestre de cerimônias na MTV The Show. Em novembro de 2011, a TS Entertainment afirmou que vai estrear um sub-unit para a sua próxima boy band anteriormente conhecido como "TS Baby", com Bang Yong Guk e outro membro. Em 18 de janeiro de 2012, a TS Entertainment lançou a jaqueta de fotos para Youngjae e Himchan. B.A.P debutou em janeiro de 2012 com seu primeiro single "Warrior". Em 28 de janeiro de 2012, o grupo realizou o seu showcase concerto em Seul, Coreia do Sul, com mais de 3.000 pessoas compareceram ao show. Seu single de estréia teve aclamação da crítica como vários meios de comunicação apelidado de música e seu vídeo da música, "poderoso e carismático".